# Rebelión árabe
La Rebelión árabe (en árabe, الثورة العربية الكبرى, al-Thawra al-‘Arabiyya al-Kubrā ‘Gran revuelta árabe’) fue una sublevación iniciada por el jerife de La Meca contra el Imperio otomano sobre Palestina con el objeto de crear un estado árabe unificado desde Alepo en Siria hasta Adén en el Yemen. La rebelión comenzó el 5 de junio de 1916 y declarado el 8 de junio por Husayn ibn Ali (jerife de La Meca) y duró dos años, de 1916 a 1918, dando lugar a un efímero reino árabe que pronto fue sustituido por la división colonial que da lugar al actual mapa de Oriente Medio.

## Los árabes bajo la administración otomana
A principios del siglo XX, el Imperio otomano había perdido la mayor parte de sus posesiones europeas en los Balcanes, restando apenas Albania y la región de Tracia, con la nueva frontera apenas a 200 kilómetros de Estambul. El gobierno otomano decidió reforzar entonces las posesiones asiáticas desde 1908 y bajo la influencia de la élite nacionalista de los Jóvenes Turcos se planteaba establecer alianzas más sólidas con el grupo étnico más numeroso del imperio, luego del turco: los árabes, tendiendo paulatinamente hacia un modelo bicéfalo similar al austrohúngaro. 
Los pueblos árabes, sin embargo, vivían desde hacía unas décadas su Nahda o renacimiento cultural que llevaba aparejada la formación de una conciencia nacional propia que oponían a la difusa "identidad oficial" otomana e incluso a la pertenencia a la fe islámica oficial del Imperio y común a la mayor parte de sus súbditos. Asimismo, la aristocracia árabe, que por largo tiempo había disfrutado de cierta autonomía en cuestiones culturales y de administración interna, empezaba a resentir el programa de los Jóvenes Turcos que deseaban resaltar el carácter turco de las instituciones gubernamentales. 
Este nacionalismo árabe incipiente fue en un primer momento cultural y con el tiempo se concretó en reivindicaciones de autogobierno. En todas las capitales árabes del Imperio surgieron foros y organizaciones nacionalistas cuyas actividades fueron reprimidas por las autoridades otomanas, aunque su fuerza era tal que en ocasiones tuvieron que transigir ante ellas. Fue especialmente importante en este sentido el Congreso Panárabe celebrado en París en 1913.  
Un elemento de mucha importancia en los enfrentamientos políticos de la región era la construcción del Ferrocarril del Hiyaz, con la excusa de facilitar la peregrinación a La Meca, iba a servir en realidad para la movilización rápida de tropas otomanas así como ejercer un control más directo de la burocracia de Estambul sobre los territorios árabes. Conectaba Damasco y Medina y era visto por los nacionalistas árabes como una amenazadora herramienta de penetración y control imperiales. 
Al estallar la Primera Guerra Mundial, el sultán otomano Mehmed V, en su calidad de califa o cabeza del Islam, llamó a sus súbditos musulmanes al yihad contra los aliados (Francia, Gran Bretaña y Rusia). Este intento, habitual por otra parte, de manipular los sentimientos religiosos de los musulmanes en favor de los intereses de las Potencias Centrales, encontró resistencia en muchos árabes, que, por el contrario, vieron en el estallido del conflicto mundial una oportunidad de deshacerse de la tutela otomana.

## La rebelión

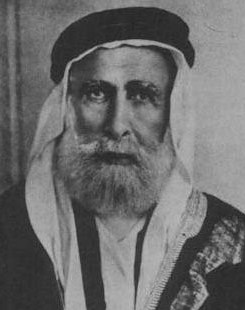
Hussein ibn Ali, jerife de La Meca

El jerife Husayn ibn Ali (o Husein) de La Meca, guardián de los santos lugares del Islam y figura de prestigio en la aristocracia árabe, era padre de dos representantes árabes en las instituciones de Estambul —Abd Allah, vicepresidente del parlamento, y Faysal, diputado por Jedda. Hussein ibn Ali mantenía fuertes recelos ante las intenciones del gobierno otomano de "asimilar" a los pueblos árabes y aumentar su control sobre éstos, y había sido ya tanteado por el Reino Unido a través de su hijo Abdallah como posible aliado contra los otomanos en caso de guerra. Así, cuando el Imperio Otomano entró en la Primera Guerra Mundial al lado de las Potencias Centrales en diciembre de 1914, el general británico Horatio Kitchener intentó provocar el levantamiento de las tropas del jerife con un mensaje enviado a través del alto comisario británico en El Cairo en el que se decía que «si la nación árabe se coloca a su lado en esta guerra, Reino Unido [...] dará a los árabes toda la ayuda necesaria contra una agresión extranjera». 
Era la oportunidad, para el jerife y los nacionalistas árabes, de crear un Estado propio, liberado de la tutela otomana y con el beneplácito aliado, que agrupara a los árabes del Imperio Otomano. Este primer contacto derivó en la correspondencia Husayn-McMahon entre Husayn y Henry McMahon, alto comisario británico en El Cairo, entre 1915 y 1916. El jerife quiso concretar el ofrecimiento británico en la constitución de un reino árabe que comprendiera Arabia y los actuales Siria, Líbano, Israel, los Territorios Palestinos, Jordania e Irak. Tras ciertas reticencias, la parte británica acepta la idea aunque imponiendo ciertos recortes territoriales, al margen de los cuales «El Reino Unido está preparado para reconocer y apoyar la independencia de los árabes en todas las regiones comprendidas dentro de las fronteras propuestas por el jerife de La Meca» (Carta del 24 de octubre de 1915). Los territorios excluidos eran los considerados estratégicos para los aliados: el litoral mediterráneo de la actual Siria, el Líbano y el sur de Irak. 
Con las garantías británicas mencionadas, estalla una fracasada rebelión en los suburbios de Damasco al tiempo que Husayn se hace nombrar rey de los árabes en La Meca, el 10 de junio de 1916. Un ejército otomano-alemán se prepara para desplazarse hacia Medina. Las tropas árabes liberaron primero La Meca y seguidamente fue asediada Medina, que era la sede de la guarnición otomana en el Hiyaz comandada por Fahreddin Pashá y que no se rindió hasta el 10 de enero de 1919. Atacando el ferrocarril del Hiyaz aislaron a las tropas turcas del Yemen. En junio de 1917 toman el puerto de Aqaba (actualmente en Jordania), lo que permite el avituallamiento del ejército árabe y los avances aliados en la zona. La rebelión prosigue hacia el norte, tomando Jaffa, en la costa palestina, el 17 de noviembre de 1917. Un mes más tarde el general Edmund Allenby ocupa Jerusalén. En septiembre de 1918 las tropas árabes entran en Damasco, donde se intentará crear las primeras instituciones del reino árabe.

## Los proyectos coloniales
En la rebelión participa el oficial británico Thomas Edward Lawrence, llamado Lawrence de Arabia, cuya misión es coordinar los avances árabes con los objetivos aliados. Lawrence afirma, en sus memorias de la revuelta, tituladas Los siete pilares de la sabiduría, creer sinceramente en la promesa británica de apoyar la creación de un Estado árabe, que, sin embargo, era falsa como se supo después. En efecto, los secretos Acuerdos Sykes-Picot de 1916 dividen toda la región entre Francia y el Reino Unido, y a ellos se añade la Declaración Balfour de 1917, que muestra el apoyo británico a la creación de un «hogar nacional judío» en Palestina, convirtiendo a los territorios árabes en "protectorados" de ambas potencias.
Los acuerdos permanecieron en secreto hasta que la revolución bolchevique en Rusia llevó al poder a los bolcheviques en noviembre de 1917, quienes los hicieron públicos. El gobierno otomano denunció entonces la maniobra aliada y a inicios de 1918 el gobierno de Estambul propuso a los árabes un "estatuto de autonomía" limitado a cuestiones internas (aunque cuestiones militares y tributarias seguían bajo control turco), pero para esas fechas los notables triunfos bélicos de las tropas árabes hacen imposible que estas se sometan fácilmente a las condiciones ofrecidas por Turquía. De hecho, a comienzos de 1918 el ejército otomano ha perdido el control efectivo sobre vastas áreas de territorio árabe y la iniciativa ha pasado claramente a los rebeldes y sus aliados británicos. El apoyo financiero y bélico del bando franco-británico a la revuelta árabe aumenta, mientras que a inicios de octubre de 1918 las derrotas de los Imperios centrales en el frente europeo (la Ofensiva de los Cien Días y la Batalla del Piave) anulan las posibilidades de Alemania y Austria-Hungría para seguir prestando apoyo en armas y suministros al Imperio Otomano. Finalmente, el 30 de octubre de 1918 se firma el armisticio de Mudros otomano con los aliados, donde las tropas de ambos bandos acuerdan un cese de hostilidades cuando la posición otomana es ya muy mala: apenas controlan Anatolia y Tracia.
Para salir de la situación creada por la publicación de los Acuerdos Sykes-Picot, británicos y franceses hacen una declaración conjunta el 9 de noviembre en la que afirman que el objetivo que persiguen es «la liberación completa y definitiva de los pueblos tan largo tiempo oprimidos por los turcos», «animando y ayudando» al establecimiento de «gobiernos y administraciones indígenas en Siria y Mesopotamia» en los territorios liberados. Insisten en que no pretenden «imponer» a los pueblos locales «tales o cuales instituciones», sino «asegurar, mediante su apoyo y una asistencia eficaz, el funcionamiento normal de los gobiernos y administraciones que ellos se den libremente». El texto parece apoyar las pretensiones de autodeterminación que animan la rebelión árabe, pero al mismo tiempo habla de gobiernos y administraciones, en plural, de Siria y de Mesopotamia por separado y de asistencia, lo que remite a la intención de dividir el territorio en zonas de influencia y de establecer tutelas y mandatos sobre los gobiernos locales. 
En definitiva, aunque parezca decir lo contrario, puede interpretarse como una manera de reafirmar los acuerdos Sykes-Picot. La idea de la tutela extranjera, por otro lado, viene avalada por el recién firmado pacto de la Sociedad de Naciones (junio de 1919); este, dentro de la idea general de que existen naciones «adelantadas» y naciones «atrasadas», se refiere específicamente a las «comunidades» otrora pertenecientes al Imperio otomano para decir que pueden constituirse en Estados independientes a condición de que un país «mandatario» dirija su administración «hasta el momento en que sean capaces de conducirse solas».

## El efímero estado árabe (1918-1920)

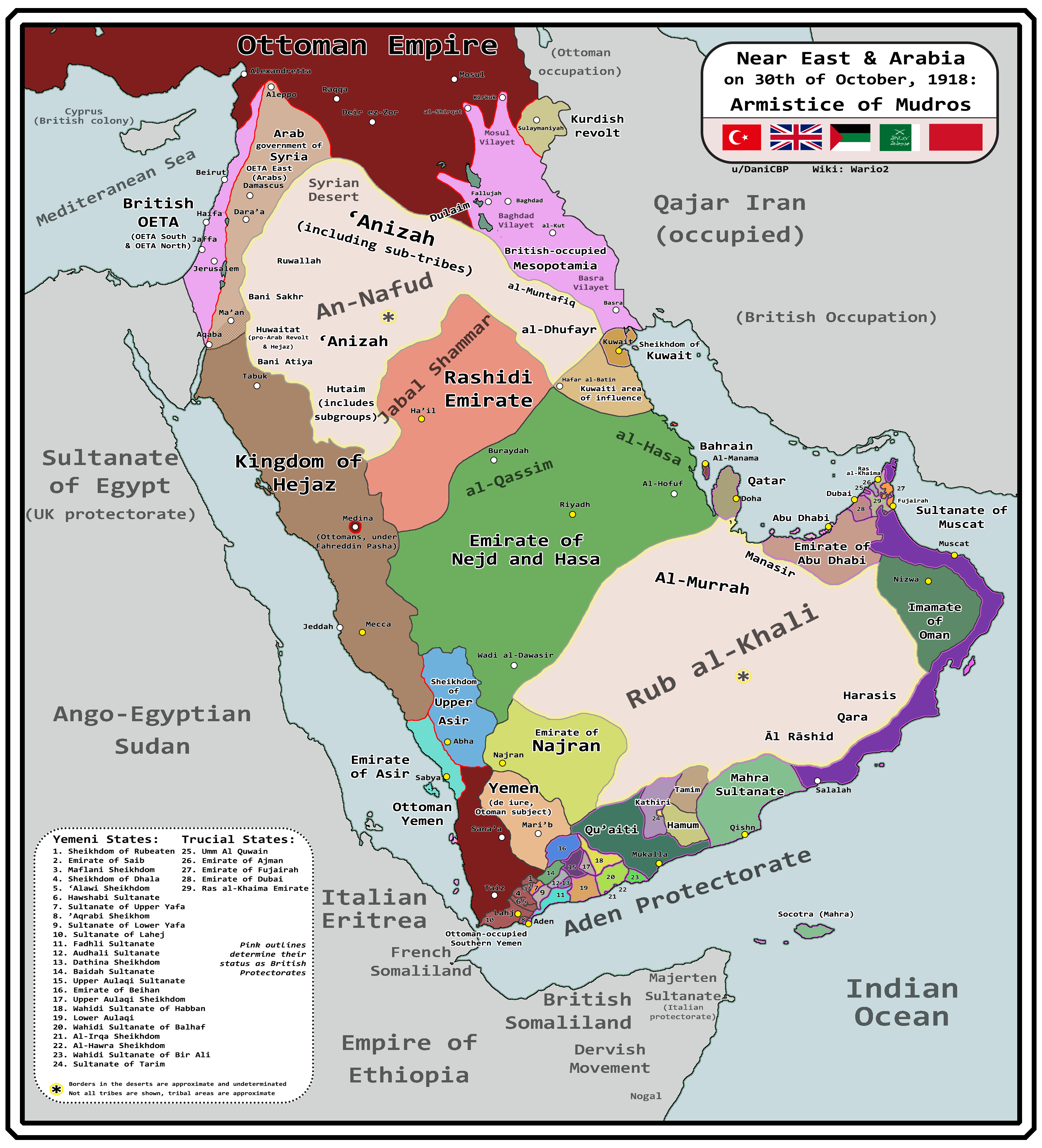
Arabia el día del final de la 1.ª Guerra Mundial en oriente (30-10-1918), con el Hijaz y la Siria liberada en tonos marrones.

Entretanto, desde el Damasco liberado de los otomanos se organiza el proyectado estado árabe bajo la égida del emir Faysal. El estado cuenta desde su nacimiento con un primer problema, que es la negativa aliada a consentir que su autoridad se extienda sobre los espacios costeros que consideran estratégicos para los intereses franceses y británicos, tal y como había quedado establecido en la correspondencia Husayn-McMahon y sancionado más tarde por los acuerdos Sykes-Picot. Se trataba sobre todo de la costa de la Siria histórica, es decir, de la actual Siria y del Líbano. 
Faysal acaba aceptando los recortes y la tutela francesa sobre Siria, que le parecen inevitables, en la conferencia de paz de París (noviembre de 1919), a la que acude en calidad de representante de los árabes. Esto contraría las resoluciones del Congreso Árabe que se había reunido en verano del mismo año en Damasco y que se había mostrado opuesto a cualquier división e interferencia extranjera. De hecho, un nuevo Congreso Nacional constituido en parlamento se reafirma en el rechazo a los manejos franceses y proclama el 7 de marzo de 1920 la independencia de Siria «en sus límites naturales». Faysal es el jefe del nuevo Estado, que se regirá por una constitución democrática.

## El reparto de Oriente Medio
Sin embargo, los sucesivos tratados de San Remo y Sèvres (1920) hacen de respaldo legal de los intereses colonialistas y establecen a pesar de todo el reparto definitivo de la región entre las dos grandes potencias, reparto que será sellado por una resolución de la Sociedad de Naciones aprobando el texto de los mandatos en 1922. Ochenta mil soldados franceses desplegados en Siria forzarán a Faysal a exiliarse, estableciéndose el mandato francés sobre el país y la que fuera una región del mismo, el Líbano, ahora segregado y convertido en el Estado de Gran Líbano bajo control francés. De hecho Francia planifica y fragmenta aún más el territorio sirio en Estados independientes y regiones autónomas, aunque más tarde se vea forzada a abandonar estos proyectos debido a la gran hostilidad local, debiendo mantener a Siria unificada. 
En la zona británica, las vilayets (provincias) otomanas de Mosul, Bagdad y Basora se unen para formar una entidad nueva llamada Irak, bajo mandato británico, en cuyo trono se coloca al príncipe Faysal. Bajo mandato británico queda también Palestina, que se comunicará con Irak a través de un pasillo en el desierto al que llamarán Transjordania (más adelante Jordania) poniendo al príncipe Abd Allah como rey. Se conforma de este modo en gran medida lo que será el mapa de Oriente Medio en las décadas siguientes.
En la actualidad, los hachemíes descendientes del emir Abd Allah siguen gobernando en Jordania, país que a pesar de haber sido creado de la nada ha mostrado una sorprendente estabilidad. Es la monarquía jordana quizá la institución que más se reclama como heredera de la rebelión árabe.